# Туш, Иоганн
Иоганн Туш (нем. Johann Tusch; 1738 — 1817) — австрийский художник-портретист.

## Биография

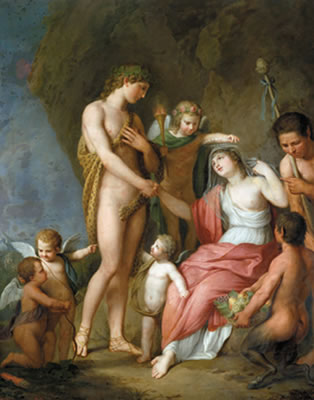
Одна из работ Туша, 1783

Родился в Вене в 1738 году (по другим данным в 1726 году). Немецкий историк искусства Георг Наглер называл его художником из Тироля.
Обучался живописи в Италии. Писал многочисленные портреты, а также картины на исторические темы. Работал в Германии. В последние годы жизни занимал должность эксперта картинной галереи. Умер в Вене в 1817 году.
Сохранилось немного его работ, некоторые из которых находятся в венской галерее Belvederegalerie.